# اچ‌ام‌سی ویجیلانت
اچ‌ام‌سی ویجیلانت (به انگلیسی: HMC Vigilant) یک کشتی است که طول آن ۴۲٫۰۸ متر (۱۳۸٫۱ فوت) می‌باشد. این کشتی در سال ۲۰۰۳ ساخته شد.